# Pescennina ibarrai
Espèce
Pescennina ibarrai est une espèce d'araignées aranéomorphes de la famille des Oonopidae.

## Distribution
Cette espèce est endémique du Chiapas au Mexique. Elle se rencontre à Unión Juárez.

## Description
La femelle holotype mesure 1,85 mm.

## Étymologie
Cette espèce est nommée en l'honneur de Guillermo Ibarra-Núñez.

## Publication originale
- Platnick & Dupérré, 2011 : The goblin spider genus Pescennina (Araneae, Oonopidae). American Museum novitates, no 3716, p. 1-64 (texte intégral).